# Purba Sinomba
Purba Sinomba is een bestuurslaag in het regentschap Padang Lawas Utara van de provincie Noord-Sumatra, Indonesië. Purba Sinomba telt 1763 inwoners (volkstelling 2010).